# Список жертв протестів у Білорусі з 2020 року
Список загиблих під час протестів у Білорусі — список тих, хто загинув та помер за невідомих обставин під час протестів у Білорусі (з 2020) до, під час та після президентських виборів 2020 року. При цьому влада і керівництво МВС Білорусі жодного разу не визнали, що люди загинули від рук співробітників правоохоронних органів режиму Лукашенка. Ці люди тепер вважаються жертвами протестів.
| №  | Ім'я прізвище           | Про особистість                                                                                   | Дата смерті       | Обставини смерті |
| -- | ----------------------- | ------------------------------------------------------------------------------------------------- | ----------------- | --- |
| 1  | Олександр Тарайковський | 34 роки, загинув на місці від пострілу силовиків                                                  | 10 серпня 2020    | Він загинув близько 23:00 біля станції метро «Пушкінська» в Мінську. Просуваючись до силових структур, він підняв руки вгору, і в цей момент повз нього пролетіла легка шумова граната, але не спіймала його. Коли він ще був на два метри попереду, його застрелили силовики, від чого він загинув на місці. |
| 2  | Олександр Вихор         | 25 років помер у лікарні після побиття силовиками в автозаку                                      | 12 серпня 2020    | Його затримали в Гомелі в день виборів 9 серпня, коли він поїхав до дівчини. Йому стало зле після побиття в автозаку. Хлопчика доставили в психіатричну лікарню, де йому відмовили у прийманні. Звідти він був доставлений до лікарні у стані клінічної смерті, де незабаром помер. |
| 3  | Костянтин Шишмаков      | 29 років, знайдений повішеним                                                                     | 18 серпня 2020    | 15 серпня зник по дорозі додому при поверненні з роботи. Він входив до складу виборчої комісії і відмовився підписувати підсумковий протокол із, за його словами, 500 бюлетенями за Олександра Лукашенко. 18 серпня його тіло було знайдено в лісі Мастівського району Гродненської області. |
| 4  | Геннадій Шутов          | 44 роки, помер у лікарні після пострілу в голову співробітнику служби безпеки в цивільному        | 19 серпня 2020    | 11 серпня у Бересті його застрелив працівник служби безпеки у цивільному. Хлопчика доставили у військовий госпіталь у Мінську, але кульове поранення непоправно пошкодило мозок. Помер 19 серпня. В лютому 2021 року з'ясувалося, що в потилицю Шутова вистрілив військовослужбовець 5-тої окремої бригади спецпризначення, капітан Роман Гаврилов, який був в штатському і мав при собі пістолет Макарова.                                                                  |
| 5  | Микита Кривцов          | 28 років, знайдений повішеним                                                                     | 22 серпня 2020    | Зник по дорозі на роботу 12 серпня. Раніше він брав участь у мирній акції протесту в Молодечно. Його знайшли повішеним у Мінську 22 серпня. За даними слідчих, він покінчив життя самогубством, але деякі родичі не вірили в цю версію. |
| 6  | Олександр Будницький    | 53 роки, знайдений мертвим                                                                        | 1 вересня 2020    | Він зник 11 серпня в Мінську. Його знайшли мертвим 1 вересня (імовірно, в парку біля ризького універмагу), де учасники протесту зіткнулися з силами безпеки. За попередньою версією, він помер від серцевого нападу. |
| 7  | Роман Бондаренко        | 31 рік, помер в реанімації після побиття людей у цивільному з масками на обличчях                 | 12 листопада 2020 | Коли Раман підійшов до стінопису в Мінську на площі Перемен, близько 22 години на нього напали невідомі, які жорстоко побили його і доставили до Центрального РУВС Мінська. Він потрапив у реанімаційне відділення ЛШМД в Мінську 12 листопада о 00.05 з важким набряком мозку, закритою черепно-мозковою травмою, субдуральними гематомами, синцями та подряпинами, де він незабаром помер.                                                                                 |
| 8  | Вітольд Ашурок          | 50 років, помер у Шкловській колонії №17                                                          | 21 травня 2021    | Ашурка судили за двома статтями: 364 "Насильство щодо співробітника органів внутрішніх справ" та 342 "Організація та підготовка дій, що грубо порушують громадський порядок". В одному з нещодавніх листів Ашурок заявив, що в'язнична влада змусила його та інших політв'язнів носити жовту бірку, щоб виділитися серед ув'язнених. Помер 21 травня 2021 р. у Шкловській колонії.                                                                                           |
| 9  | Дмитро Стаховський      | 18 років, самогубство                                                                             | 25 травня 2021    | Стаховський проходив по кримінальній справі за участь в «масових заворушеннях» 9–11 серпня 2020 року (ст. 293 КК). Після допиту 25 травня 2021 року юнак зістрибнув з 16-поверхової будівлі. У своїй передсмертній записці він поклав провину за свою загибель на Слідчий комітет. |
| 10 | Андрій Зельцер          | 32 роки, перестрілка, в якій загинули 31-річний член КДБ Дмитро Нірвана Федосюк та Андрій Зельцер | 28 вересня 2021   | За режимною версією, 28 вересня силовики «відпрацювали» адреси, за якими можна було знайти осіб, «причетних до терористичної діяльності». Мешканець однієї з квартир відмовився відчиняти двері невідомій особі, зачинений з дружиною. Обидві сторони зняли відео. Увірвавшись до квартири силовиків, чоловік вистрілив у них з рушниці. В результаті один із них отримав тілесні ушкодження, від яких він помер у лікарні. Чоловік загинув у результаті вогнем у відповідь. |

## Вшанування пам'яті
На місці загибелі Олександра Тарайковського встановили народний меморіал, який влада регулярно знищує, а люди відновлюють.

## Реакція
17 вересня 2020 року Європейський парламент у резолюції, схваленій абсолютною більшістю депутатів, закликав до «незалежного та ефективного розслідування» пов'язаных з протестами смертей Олександра Тарайковського, Олександра Вихора, Артема Парукава, Геннадія Шутова та Костянтина Шушмакова.
26 листопада 2020 року Європейський парламент у своїй резолюції, схваленій абсолютною більшістю депутатів, закликав до «швидкого, ретельного, неупередженого та незалежного розслідування» вбивств під час протестів у Білорусі.